# Glyphodes pryeri
Glyphodes pryeri là một loài bướm đêm trong họ Crambidae.